# Janusz Barta
Janusz Maria Barta (ur. 29 marca 1947 w Krakowie, zm. 27 lutego 2021) – polski profesor nauk prawnych. Przez wiele lat był dyrektorem Instytutu Prawa Własności Intelektualnej na Wydziale Prawa i Administracji Uniwersytetu Jagiellońskiego.

## Życiorys
Urodził się jako syn lekarzy: Karola i Anny z domu Simon. Wykształcenie zdobył na Wydziale Prawa i Administracji Uniwersytetu Jagiellońskiego w Krakowie – w 1970 uzyskał tytuł zawodowy magistra, w 1977 zaś został doktorem. Od 1972 był również pracownikiem tego wydziału. W 1994 został profesorem. W 1993 objął funkcję dyrektora Instytutu Prawa Własności Intelektualnej. Jest autorem ponad 200 publikacji naukowych, w tym: monografii, komentarzy do ustaw, podręczników i glos do orzeczeń sądowych. Tematem jego prac są m.in. dzieło muzyczne i jego twórcy w prawie autorskim oraz twórczość pracownicza w prawie autorskim. Był przewodniczącym komisji prawniczej na Wydziale II Historyczno-Filozoficznym Polskiej Akademii Umiejętności.
W 2003 został odznaczony Krzyżem Kawalerskim Orderu Odrodzenia Polski (M.P. z 2004, nr 13, poz. 201).
W 2013 został odznaczony Srebrnym Medalem „Zasłużony Kulturze Gloria Artis”.